# 柳亭種彥
柳亭種彦（日语：／ Ryūtei Tanehiko；1783年6月11日—1842年8月24日），本名高屋彥四郎知久。日本江戶時代后期作家，合卷的代表作者，代表作有《偐紫田舍源氏》等。

## 生平
柳亭种彦是旗本高屋甚三郎知義之子，居住在江户下谷御徒町，寛政8年（1796年）4月，其父甚三郎逝世，他继承家业，并以高屋彦四郎知久之名担任小普請，享有俸禄二百俵。稍长，他便向唐衣橘洲学习狂歌，曾使用过「柳之風成」、「心之種俊」等狂名，後來，为了区别于橘洲门下另一位名为“彦四郎”的徒弟，便改名为「柳亭种彦」，其名分别来自于其父教訓他的文字及其本人「種之彦殿」的狂名。
文化4年（1807年），柳亭种彦进入江户文坛，並发表了第一部读本作品《奴之小万》。之后，他还创作过《山嵐》、《綟手摺昔木偶》等作品，其中《綟手摺昔木偶》还曾得到曲亭馬琴的认可。在此期间，他亦与烏亭焉馬、山东京传、葛饰北斋、歌川國貞等人交往密切，当发现自己在读本领域不敌山东京传及曲亭马琴後，柳亭种彦将创作重心转向了合卷，並相继與歌川国贞合作推出了合卷作品《正本制》及《偐紫田舍源氏》等作品，隨即憑藉这些作品受到讀者歡迎。天保12年（1841年），德川幕府新上任的老中水野忠邦推行出版审查，指控合卷内容低俗，並逐步限制其出版发售，柳亭種彥遭到波及，他被当局传唤讯问，并在不久後逝世:314-315。其门人笠亭仙果繼承了他的戲作事業，整理了其遗作，亦完成了其未完成的遗作《邯郸诸国物语》:16。柳亭种彦逝世後安葬于赤坂的浄土寺，後移葬至東京府荏原郡（今东京都品川区荏原一丁目）的浄土寺墓地。

## 文學
江戶時代中後期，李漁的小說戲曲流入日本，與此同時，随着經濟的蓬勃發展，町人階級在江戶等地逐漸壯大，符合大眾审美的、通俗的戲作文學也隨之興起，在文政年間，滑稽本走向衰落，而源自黄表纸，具有传奇色彩、长篇小说体裁的合卷逐漸壯大，其中，柳亭种彦的合卷作品也最具代表性，其代表作为《偐紫田舍源氏》:313-314，其承襲了中世文学作品《源氏物語》虛構的特点，也被视为《源氏物语》的翻案，其讲述了贵族足利光氏與空衣等女性的往来故事，之后，江户城内出现了不少以《偐紫田舍源氏》为题材的浮世绘作品，并被学者称为“源氏绘”:15-16。但在柳亭种彦逝世後，因为旨趣枯竭、劇情陳腐，合卷文學逐渐走向式微。
除此之外，据《柳亭翁著书目录》等文献记载，柳亭种彦还著有《正本製》、《山嵐》、《用舍箱》、《浮世形六枚屏風》等作品:17，其中，《浮世形六枚屏風》在1847年被奥地利东方学家斐慈迈尔（August Pfizmaier）译成德文，是最早进入欧美的日本文学作品之一。